# Hoši z Chuecatown
Hoši z Chuecatown (v originále Chuecatown) je španělský hraný film z roku 2007, který režíroval Juan Flahn podle vlastního scénáře. Morbidní komedie se odehrává v madridské čtvrti Chueca. Snímek byl v ČR uveden v roce 2008 na filmovém festivalu Mezipatra.

## Děj
Do madridské centrální čtvrti Chueca se v posledních letech stěhuje stále více gayů. Víctor je realitní makléř, který se snaží vykupovat byty a po renovaci je rozprodávat gayům, aby tento trend podpořil. Stařenky, které se výkupu brání, Víctor nemilosrdně likviduje. Jeho počínání neunikne pozornosti policie, která však případy posuzuje odděleně a přisuzuje je skupině lupičů. Pouze inspektorka Mila trpící mnoha fobiemi má tušení, že se jedná o sériového vraha, avšak nedaří se jí to dokázat. V pátrání jí pomáhá její syn Luis. Ve čtvrti žijí spokojeně instruktor autoškoly Leo a instalatér Rey. Když Víctor zabije jednu jejich sousedku, podezření padne právě na ně, protože sousedka odkázala byt Reyovi. Navíc se k nim nastěhuje Reyova matka Antonia. Ta Lea nesnáší a snaží se je rozeštvat. Domnívá se, že její syn by si měl najít lepší partii než učitele v autoškole. Víctor se naoko spřátelí s Leem, aby na něj uvalil podezření z vražd. Víctora nakonec dopadne inspektorka Mila, která se zároveň dozví, že také její syn Luis je gay.

## Obsazení
| Pablo Puyol         | Víctor         |
| Pepón Nieto         | Leo            |
| Carlos Fuentes      | Rey            |
| Concha Velasco      | Antonia        |
| Rosa Maria Sardà    | Mila           |
| Mariola Fuentes     | Lola           |
| Edu Soto            | Luis           |
| Joan Crosas         | pan Pardo      |
| Pedro Veral         | Fran           |
| Montse Alcoverro    | Susi           |
| Ángel Burgos        | Mario          |
| Margarita Calatayud | Abuela de Lola |
| La Prohibida        | Laura Roderas  |
| Josefina Güell      | Anciana        |
| Antonio Municio     | Raul           |